# The Freewheelin' Bob Dylan
The Freewheelin' Bob Dylan, er andet album af den amerikanske musiker Bob Dylan. Albummet blev udgivet i maj 1963 af Columbia Records. I modsætning til Dylans første album med kun to sange skrevet af ham, er elleve ud af de tretten på albummet skrevet af Dylan.
Albummet starter med sangen "Blowin' in the Wind", en af Dylans mest kendte sange. Andre kendte sange er "A Hard Rain's A-Gonna Fall", "Girl from the North Country" og "Don't Think Twice, It's All Right".

## Trackliste
Alle sange er skrevet af Bob Dylan, hvis ikke andet er angivet.

### Side 1
1. "Blowin' in the Wind" - 2:48
2. "Girl From the North Country" - 3:22
3. "Masters of War" - 4:34
4. "Down the Highway" - 3:27
5. "Bob Dylan's Blues" - 2:23
6. "A Hard Rain's A-Gonna Fall" - 6:55

### Side 2
1. "Don't Think Twice, It's All Right" - 3:40
2. "Bob Dylan's Dream" - 5:03
3. "Oxford Town" - 1:50
4. "Talking World War III Blues" - 6:28
5. "Corrina, Corrina" (Trad.) - 2:44
6. "Honey, Just Allow Me One More Chance" (Bob Dylan/Henry Thomas) - 2:01
7. "I Shall Be Free" - 4:49